# Document no.2
A szócikk címe technikai okok miatt pontatlan. A helyes cím: document #2.
A Pg. 99 és az Enemy Soil közösen kiadott kislemeze. A Pg. 99 oldalán lévő számok a "document #2" címen futnak a diszkográfiájukban. Ebből 1000 példányt nyomtak, amiből 150 rózsaszín, a többi fekete lemez.
7" fotó: 

## Tracklista
A oldal: Enemy Soil
1. obsequious (0:51)
2. fashionable activism (2:25)

B oldal: Pg. 99
1. machine revisited (3:48)
2. wood and ink (2:00)